# Edwin Irizarry Mora
Edwin Irizarry Mora (Mayagüez, 8 de marzo de 1961) es un líder independentista, doctor en economía y profesor puertorriqueño nacido el 8 de marzo de 1961 en el barrio Cristy de la ciudad de Mayagüez. Edwin es el segundo de cuatro hijos de María Mora y Jesús Irizarry. Irizarry Mora fue el candidato a la gobernación por el Partido Independentista Puertorriqueño para las elecciones generales de noviembre del 2008. Está casado con Elizabeth Vélez y tiene dos hijos, Alejandro y Juliana.

## Preparación académica
Edwin Irizarry Mora posee un Bachillerato en Administración de Empresas con concentración en Contabilidad y Economía. Además ostenta una  Maestría en Planificación Económica, ambos grados obtenidos en la Universidad de Puerto Rico recintos de Mayagüez y Río Piedras respectivamente. También posee un Doctorado en Estudios del Desarrollo de la Universidad de Sussex en Reino Unido y es Planificador Profesional Licenciado.

## Carrera profesional y política

Irizarry Mora es profesor de economía en la Universidad de Puerto Rico Recinto de Mayagüez, cargo que ocupa desde 1989. También fue profesor en la Escuela Graduada de Planificación y en la Universidad Politécnica. En el recinto mayagüezano de la UPR, Irizarry Mora ocupa el cargo de Catedrático y ha sido el director del Departamento de Economía de la mencionada institución universitaria. 
Al margen de su trabajo como profesor universitario, Edwin Irizarry Mora ha presidido o sido miembro de diversas organizaciones como la Asociación de Estudios del Caribe, la Sociedad Interamericana de Planificación, la Asociación de Economistas de Puerto Rico (presidente), la Asociación de Economistas del Caribe y la Sociedad Puertorriqueña de Planificación. 
Es reconocido como uno de los más importantes líderes independentistas en Puerto Rico. Como tal ha ocupado diversas posiciones dentro del Partido Independentista Puertorriqueño del cual fue su Secretario General y su Secretario de Asuntos Económicos. Además, ha sido asesor legislativo para el PIP en el Senado.
A lo largo de su vida política ha sido candidato a diversos puestos electivos. Aspiró a la Cámara de Representantes, a la alcaldía de su natal Mayagüez y al puesto de Comisionado Residente en Washington , esta última para las elecciones de 2004. El 15 de julio de 2007, luego de un proceso de consulta entre la base independentista, el Dr. Edwin Irizarry Mora fue elegido candidato a Gobernador por el Partido Independentista Puertorriqueño para las elecciones generales de noviembre de 2008. Su compañera de papeleta en el cargo de Comisionada Residente es la Lcda. Jessica Martínez Birriel.

## Libros (selección)
- 2011. Economía de Puerto Rico[3]
- Fuentes energéticas: Luchas comunitarias y medioambiente en Puerto Rico[4]